# Leica III
Leica III — линейка малоформатных дальномерных фотоаппаратов, разные модели которой выпускались немецкой компанией Leica Camera в общей сложности 27 лет с 1933 по 1960 год.
Базовая модель Leica III разработана как усовершенствованная версия камеры Leica II. Основное отличие — расширенный диапазон выдержек, дополненный длинными, которые устанавливаются второй головкой на передней стенке корпуса.

## Модификации
Фотоаппарат Leica III (Leica F) впервые увидел свет в 1933 году, через год после выпуска своего предшественника Leica II. Отличие состояло в появлении механизма задержки второй шторки затвора, благодаря этому получившего длинные выдержки в диапазоне от 1/8 до 1 секунды. Новые выдержки включались дополнительным диском, установленным на передней панели при выбранном значении 20-1 на головке основных выдержек, расположенной там же, где и на Leica II.
Ещё одним новшеством стало возросшее в полтора раза увеличение окуляра дальномера, по прежнему отдельного от видоискателя. В результате, при прежней номинальной базе 39 мм, дальномер новой камеры обеспечивал эффективную базу 58,5 мм, сравнявшись по этому параметру с основным конкурентом Contax.
Для точной фокусировки при недостатках зрения дальномер впервые оснащён диоптрийной коррекцией, рычажок которой расположен на окуляре. Модель также стала первой, оснащённой проушинами для наплечного ремня и пригодной для стыковки с приставными пружинными вайндерами. Под заводским кодом AFOOV выпускалась вплоть до 1939 года в хромированном и чёрном исполнениях.
Следующая камера Leica IIIa (Leica G) была выпущена в апреле 1935 года и её затвор впервые получил короткую выдержку в 1/1000 секунды. Других отличий модификация не имела и её выпуск под заводским кодом AGNOO продолжался с перерывом на войну вплоть до 1950 года. Последний фотоаппарат Leica, в разработке которого принимал участие Оскар Барнак.
Камеры этой модели выпускались только в хромированном исполнении, варианты с чёрным корпусом являются доработанными на заводе стандартными Leica III.
Модель IIIа, продававшаяся в СССР перед войной, получила у фотографов прозвище «Аннушка»;
Leica IIIb считается модификацией модели IIIa с видоизменённым визирно-дальномерным устройством. Окуляры видоискателя и дальномера, у всех предыдущих «Леек» разнесённые на расстояние 20 мм, здесь максимально сближены, позволяя ускорить процесс подготовки к съёмке. Такое изменение повлекло увеличение высоты фотоаппарата на 1 мм и перенос рычага диоптрийной коррекции под головку обратной перемотки. Башмак для принадлежностей дополнительно оснащён пружинящими прижимами, ставшими стандартом для всех последующих моделей. Под заводским кодом ATOOH фотоаппарат выпускался с 1938 до 1946 года, став последним с длиной корпуса 133 мм. Часть камер выпускалась в специальной комплектации для Люфтваффе, став предметом многочисленных подделок. Послевоенный выпуск был возобновлён после перерыва из оставшегося запаса деталей.

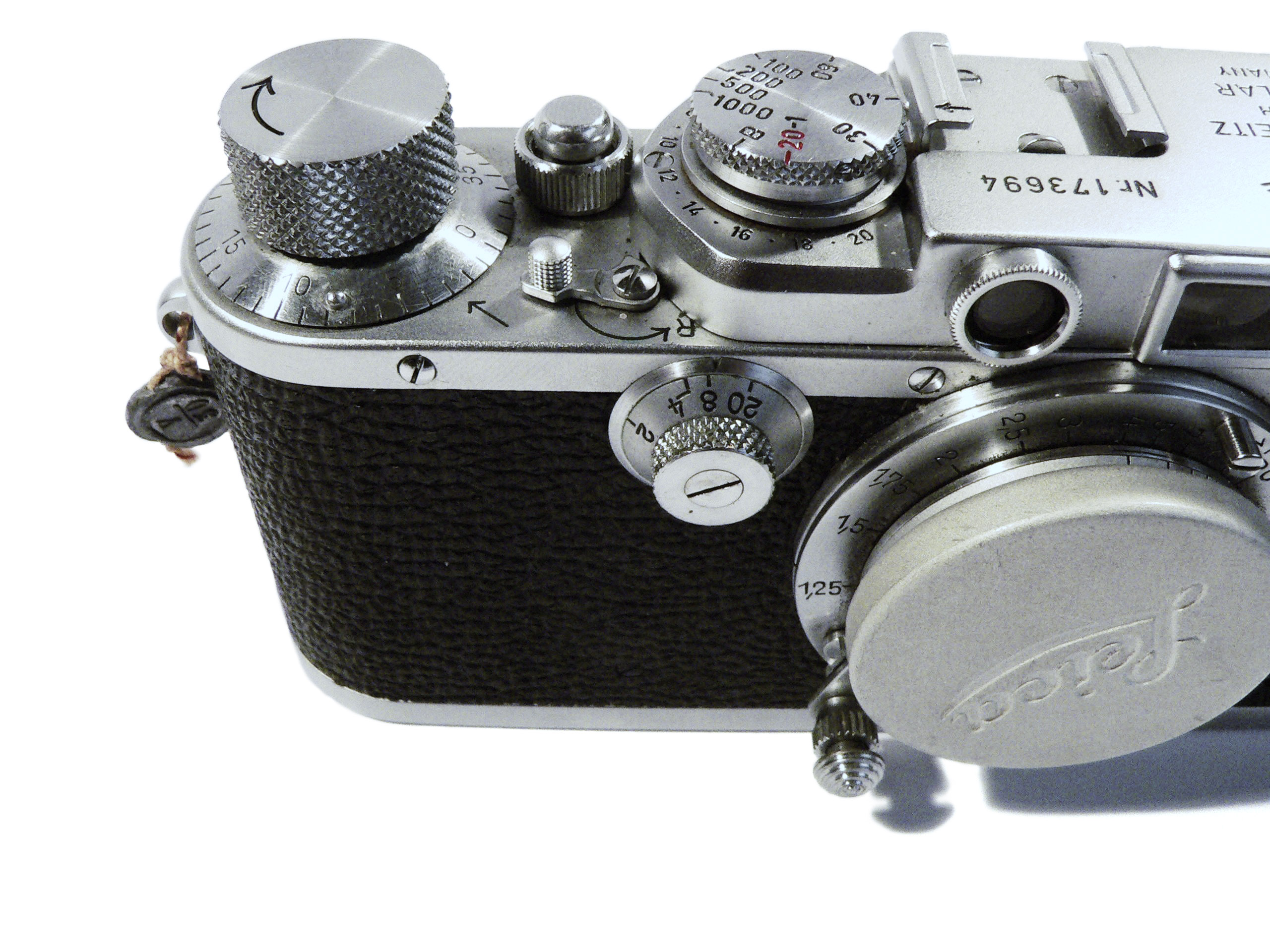
Диски выдержек фотоаппарата
Leica IIIf, доработанного на заводе из более ранней модели. Происхождение камеры выдаёт заводная головка без шкалы типа плёнки

Производство модели IIIb было временно прекращено в связи с выходом в 1940 году более совершенной Leica IIIc, конструкция которой значительно отличалась от всех предыдущих моделей. Механизм фотоаппарата собирался на цельнолитом алюминиевом шасси, включавшем также резьбовой фланец для крепления объектива. При этом функции и характеристики фотоаппарата полностью совпадают с предыдущей моделью. Период выпуска Leica IIIc обычно делят на довоенный этап с заводским кодом LOOGZ, и послевоенный LOOHW с границей в 1946 году. Считается, что послевоенные фотоаппараты обладают более высоким качеством сборки. В среде коллекционеров ценятся довоенные фотоаппараты с шторками затвора красного цвета, изготовленными из единственного доступного материала в условиях военного дефицита. Такую же редкость представляют фотоаппараты с литерой «K» после серийного номера. Модификация, условно называемая Leica IIIc K, оснащалась затвором, оси которого закреплены в шарикоподшипниках, обеспечивающих устойчивую работоспособность при низких температурах. Большинство таких фотоаппаратов окрашивались тёмно-серой эмалью, но встречаются и хромированные экземпляры, в которых буква «К» отпечатана на шторках.
Одной из модификаций Leica IIIc считается модель IIId, отличающаяся только наличием механизма автоспуска. Выпущено всего несколько сот таких фотоаппаратов, не имеющих даже отдельного внутризаводского кода. В сентябре 1950 года на сборочном конвейере появилась Leica IIIf, впервые оборудованная штатным синхроконтактом. Внешне эту модель легко отличить по наличию диска регулировки опережения зажигания вспышки, расположенного под головкой моментальных выдержек. На головке взвода затвора появился указатель типа и светочувствительности плёнки с двумя окнами и внутренней шкалой. Начиная с 1954 года модель получила механизм автоспуска. Фотоаппарат производился под внутризаводским кодом LOOHN с 1950 до 1956 года только в хромированном исполнении. Небольшая партия с чёрной окраской выпущена в 1956 году для шведских вооружённых сил и считается коллекционной редкостью. Для своего времени этот фотоаппарат был одним из лучших, и несмотря на высокую цену, эквивалентную современным 3500 долларам, первые два года продавался только по предварительному заказу.
Последняя модель линейки и последняя резьбовая Leica IIIg выпущена в 1957 году, уже после выхода нового семейства байонетных фотоаппаратов, и производилась параллельно с Leica M3 и M2. Камера оснащена совершенно новым видоискателем с автоматической коррекцией параллакса. Дополнительная рамка показывала поле зрения объектива с фокусным расстоянием 90 мм. Все фотоаппараты модели IIIg оснащены автоспуском. Под внутризаводским кодом GOOEF с 1957 по 1960 год выпущено 163 000 экземпляров камеры.
Встречаются экземпляры Leica III, в которых отдельные детали не соответствуют заявленной модели, относясь к предыдущим. Это объясняется практикой заводов Ernst Leitz, дорабатывавших ранние модели «Leica» до более современных по желанию заказчика. Большинство версий Leica III могли быть получены из более ранних, а также из Leica II и даже Leica Standard.
| Название              | Годы      | Основные отличия | Изображение |
| --------------------- | --------- | --- | ----------- |
| Leica F (Leica III)   | 1933—1939 | Усовершенствованная Leica II с дополнительной головкой длинных выдержек на передней стенке корпуса. Повышено увеличение дальномера и добавлена диоптрийная коррекция рычагом, соосным с окуляром |             |
| Leica 250 Reporter II | 1933—1946 | Leica III или IIIa с кассетами на 250 кадров (10 метров плёнки). |             |
| Leica G (Leica IIIa)  | 1935—1940 | Добавлена выдержка 1/1000 с |             |
| Leica IIIb            | 1938—1940 | Сближены окуляры дальномера и видоискателя. Рычаг диоптрийной коррекции дальномера перенесён под головку обратной перемотки плёнки. Добавлен пружинный прижим в башмаке для принадлежностей      |             |
| Leica IIIc            | 1940—1951 | Цельнолитое шасси с интегрированным фланцем объектива в удлинённом на 3 мм корпусе |             |
| Leica IIId            | 1940—1945 | Leica IIIc с автоспуском. Редкая модель, выпущено 427 экз. |             |
| Leica IIIf            | 1950—1956 | Встроенный синхроконтакт с регулятором опережения. После 1954 года добавлен автоспуск |             |
| Leica IIIg            | 1957—1960 | Видоискатель новой конструкции с автоматической компенсацией параллакса. Штатный автоспуск |             |

## Клоны и копии фотоаппарата Leica III
В 1939—1940 годах в СССР выпускался фотоаппарат «ФЭД-Б» с механизмом длинных выдержек от 1/20 до 1 секунды. Встречаются сведения о начале выпуска копии Leica III под названием «ФЭД-В» в 1941 году.
После вступления США во Вторую мировую войну, в соответствии с «Актом об изъятии иностранной недвижимости» (англ. Alien Property Custodian Act) все заводы американского отделения «Ernst Leitz» перешли в собственность правительства. Выпуск фотоаппаратов Leica IIIa был продолжен для нужд армии США. В дальнейшем производственные мощности были переданы предпринимателю русского происхождения Питеру Кардону, который продолжил выпуск модифицированной Leica III под названием Kardon.
В 1942 году, после прекращения поставок из Германии из-за военных действий на море, в Японии было налажено производство копии Leica III под названием Nippon. После войны этот фотоаппарат продавался под названиями Yashica и Tower, а затем Nicca. Аппарат Leica III также послужил основой для разработки собственных конструкций, положивших начало таким брендам, как Canon и Nikon. В Китае копия Leica III под названием Shanghai создавалась при участии советских специалистов и с использованием комплектующих фотоаппаратов «Зоркий».

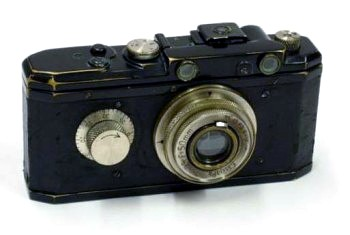
«Kwanon-I» (Япония)
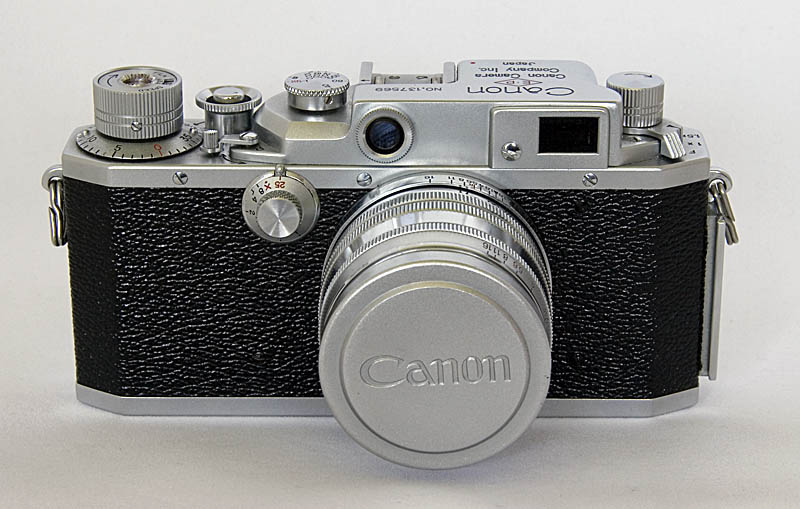
«Canon IV SB» (Япония)
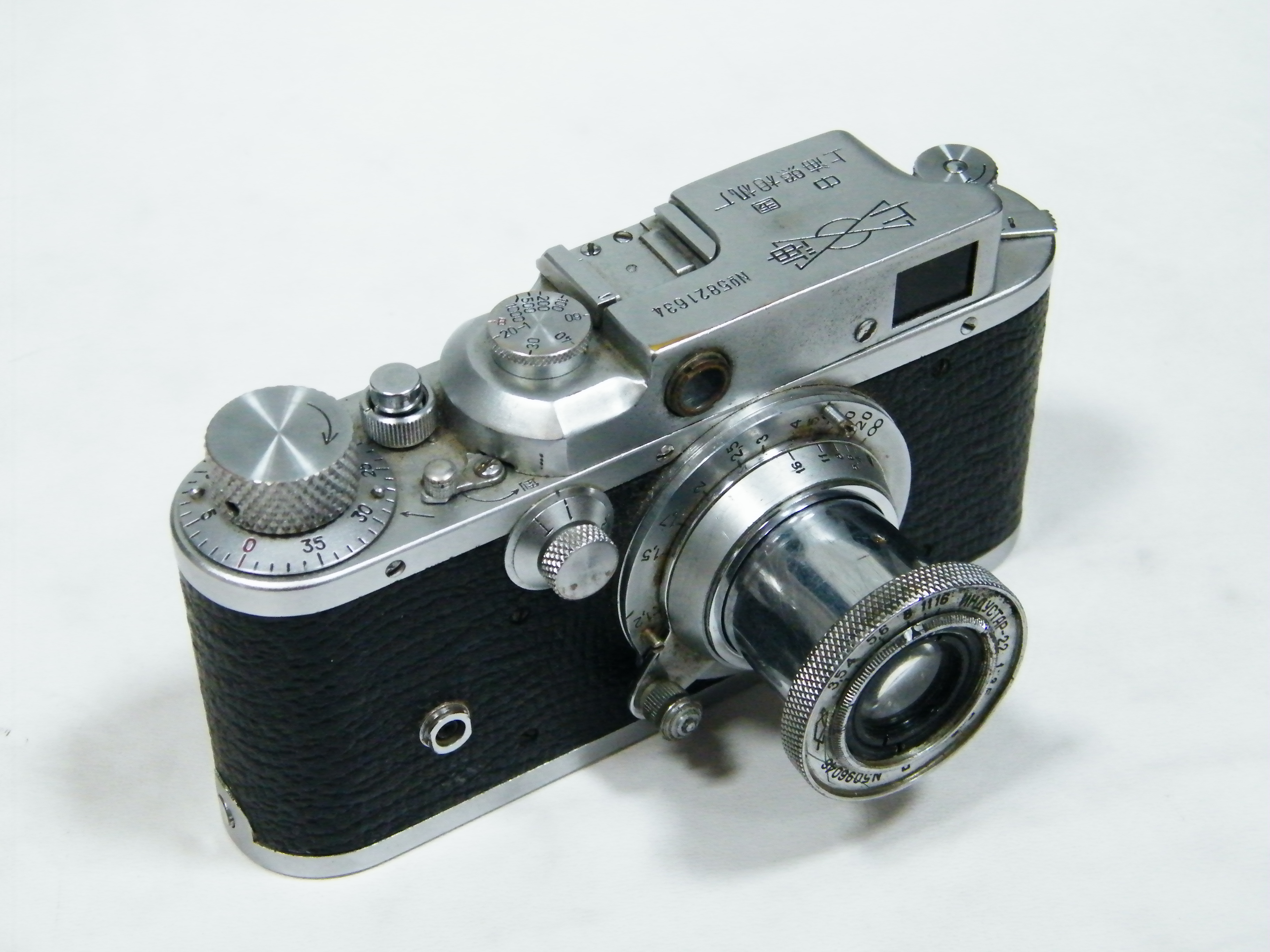
«Shanghai 58-I» (Китай)
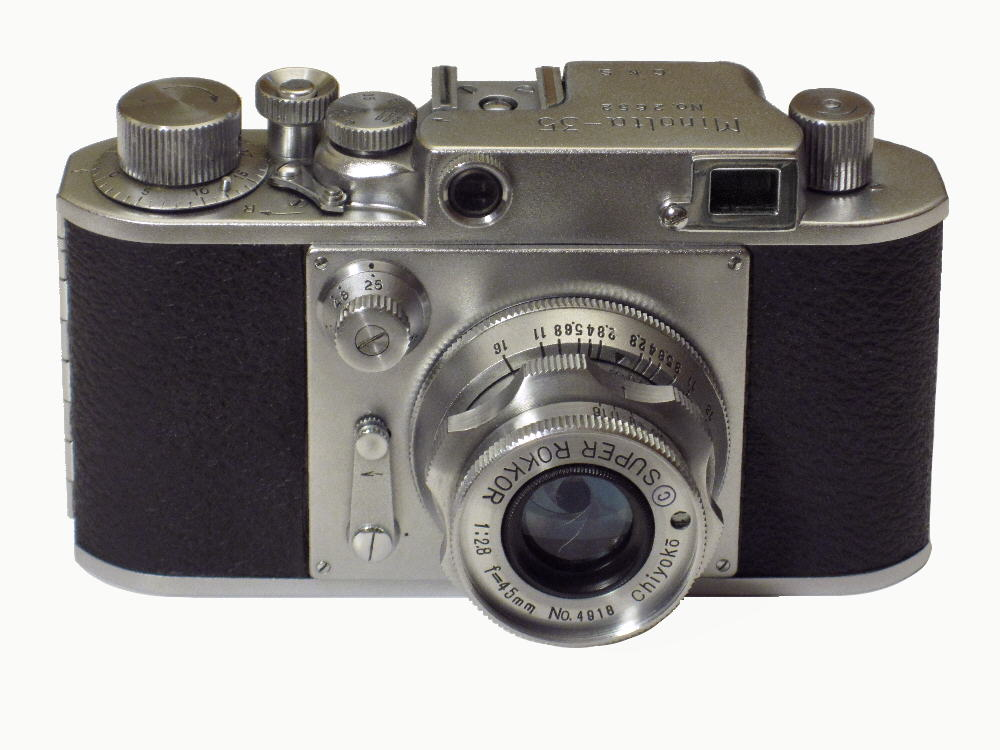
«Minolta-35 B» (Япония)
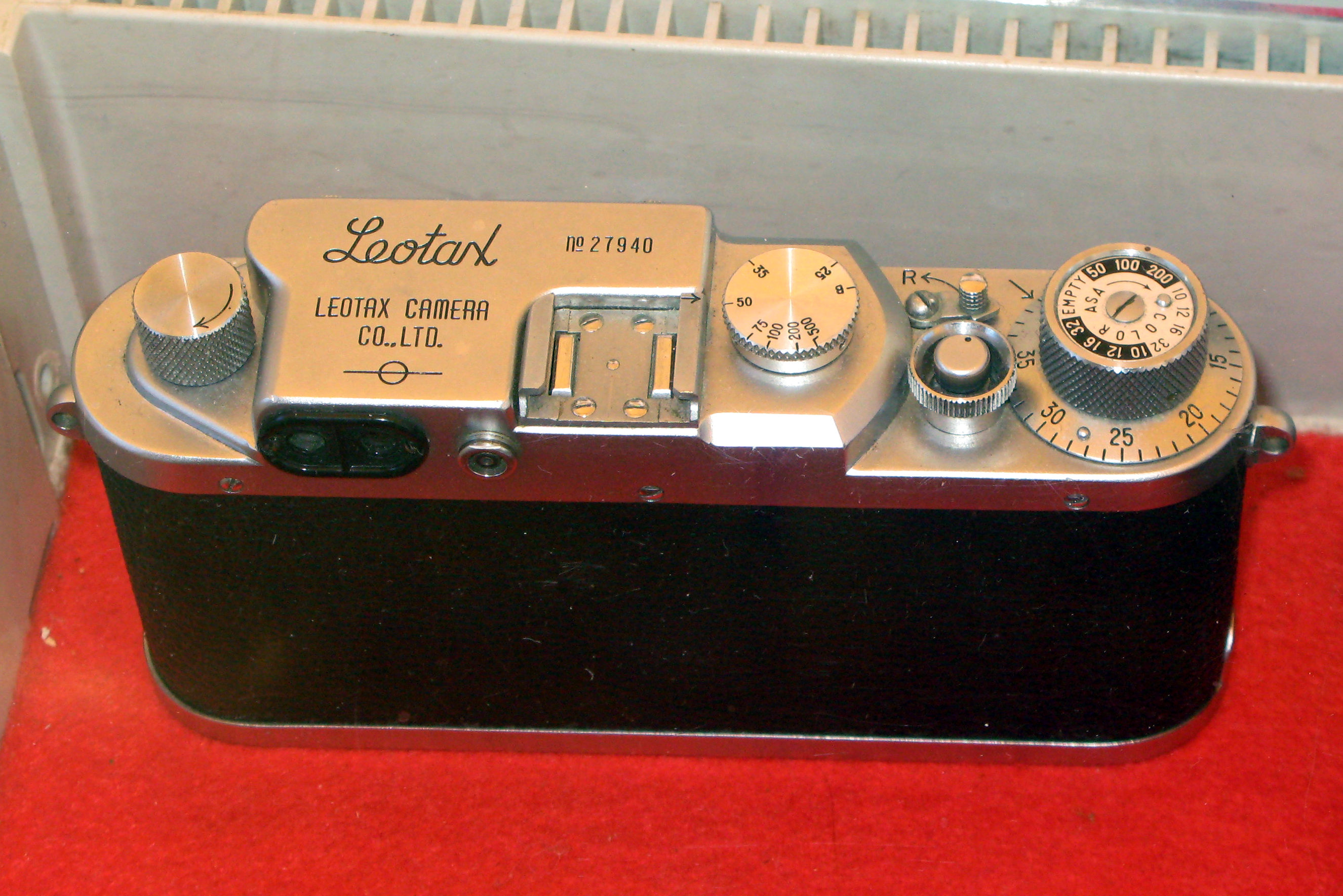
«Leotax D IV» (Япония)
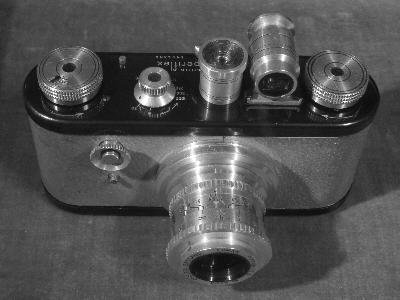
«Corfield Periflex» (Великобритания)

После поражения Германии во Второй Мировой войне, на Парижской мирной конференции совместным решением Союзников все немецкие патенты получили статус общественного достояния, и фотоаппараты, в той или иной мере копирующие Leica III, выпускались многими производителями в разных странах:
- 1950—1961: Leotax D IV (Япония)
- 1953—1959: Minolta-35 (Япония)[23]
- 1947—1954: Kardon (США)
- 1952—1959: Nicca III-S (Япония)
- 1949—1968: Kwanon (первое название фотоаппаратов Canon, Япония)
- 1949—1960: Tower Type III (Китай)
- 1955—1959: Tanack IV-S (Япония)
- 1953—1961: Corfield Periflex (Великобритания)
- 1951—1964: Reid (Великобритания)[24][25]
- 1950—1963: Shanghai 58-I (КНР)
- 1956—1961: Pax M2 (Япония)
- 1957—1962: Alta-Bower (Япония по заказу США)
- 1959—1960: Yashica YE (Япония)

Благодаря этому среди коллекционеров фотоаппаратуры возникло новое направление: коллекционирование копий Leica разных производителей.